# Neurigona composita
Neurigona composita är en tvåvingeart som beskrevs av Becker 1922. Neurigona composita ingår i släktet Neurigona och familjen styltflugor.
Artens utbredningsområde är Taiwan. Inga underarter finns listade i Catalogue of Life.